# Супіріор (Небраска)
Супіріор (англ. Superior) — місто (англ. city) в США, в окрузі Наколлс штату Небраска. Населення — 1825 осіб (2020).

## Географія
Супіріор розташований за координатами 40°1′23″ пн. ш. 98°3′59″ зх. д. / 40.02306° пн. ш. 98.06639° зх. д. (40.022973, -98.066257).  За даними Бюро перепису населення США в 2010 році місто мало площу 4,88 км², уся площа — суходіл.

## Демографія
Згідно з переписом 2010 року, у місті мешкало 1957 осіб у 948 домогосподарствах у складі 527 родин. Густота населення становила 401 особа/км².  Було 1109 помешкань (227/км²).
Расовий склад населення:
| - 97,0 % — білих - 0,5 % — корінних американців - 0,3 % — азіатів - 0,2 % — чорних або афроамериканців |

До двох чи більше рас належало 1,9 %. Частка іспаномовних становила 2,0 % від усіх жителів.
За віковим діапазоном населення розподілялося таким чином: 19,6 % — особи молодші 18 років, 49,0 % — особи у віці 18—64 років, 31,4 % — особи у віці 65 років та старші. Медіана віку мешканця становила 51,3 року. На 100 осіб жіночої статі у місті припадало 85,3 чоловіків;  на 100 жінок у віці від 18 років та старших — 80,9 чоловіків також старших 18 років.
Середній дохід на одне домашнє господарство  становив 48 434 долари США (медіана — 35 605), а середній дохід на одну сім'ю — 61 579 доларів (медіана — 49 375). Медіана доходів становила 35 054 долари для чоловіків та 30 444 долари для жінок. За межею бідності перебувало 15,1 % осіб, у тому числі 21,5 % дітей у віці до 18 років та 11,8 % осіб у віці 65 років та старших.
Цивільне працевлаштоване населення становило 979 осіб. Основні галузі зайнятості: освіта, охорона здоров'я та соціальна допомога — 29,0 %, роздрібна торгівля — 14,2 %, будівництво — 8,2 %, фінанси, страхування та нерухомість — 7,3 %.